# Castela macrophylla
Castela macrophylla là một loài thực vật có hoa trong họ Thanh thất. Loài này được Urb. mô tả khoa học đầu tiên năm 1908.